# Albion Rrahmani
Albion Rrahmani (* 31. srpna 2000 Podujevo) je kosovský profesionální fotbalista, který hraje na pozici útočníka za český klub AC Sparta Praha a za kosovský národní tým.

## Klubová kariéra
Rrahmani začal svou kariéru v Kosovu v akademii Llapi a dále hrál v nižších kosovských soutěžích.

### Ballkani
V létě 2021 přestoupil do prvoligového klubu KF Ballkani. Během své první sezóny nastupoval Rrahmani pravidelně jako střídající hráč, ve čtrnácti ligových zápasech vstřelil dvě branky a pomohl klubu k ligové trofeji.
V sezóně 2022/23 už Rrahmani patřil ke klíčovým hráčům Ballkani. Dne 5. července debutoval v evropských pohárech, když nastoupil do utkání prvního předkola Ligy mistrů proti litevskému Žalgirisu. Rrahmani vstřelil v evropských předkolech sedm branek a pomohl kosovskému klubu k historickému postupu do základní skupiny Konferenční ligy. V ní si připsal dvě asistence v utkáních proti rumunské Kluži a pražské Slavii. Rrahmanimu se dařilo i v domácí soutěži. V 35 ligových zápasech vstřelil 21 branek, stal se nejlepším střelcem kosovské ligy a pomohl Ballkani k obhajobě titulu.

### Rapid Bukurešť
V létě 2023 přestoupil Rrahmani do rumunského týmu Rapid București za 600 000 eur, což z něj udělalo nejdražšího hráče, který kdy přestoupil z kosovské Superligy. V rumunském klubu debutoval 25. srpna 2023 a dvěma brankami v druhém poločase pomohl k výhře 5:3 nad FC U Craiova 1948. Dva góly Rrahmani vstřelil i o týden později do sítě rivalského Dinama Bukurešť a pomohl k výhře 4:0. 25. září dvěma góly a asistencí zařídil výhru 3:1 nad CFR Kluž. V říjnu utrpěl Rrahmani zranění kotníku a vynechal tak zbytek utkání v kalendářním roce 2023. Do sestavy se vrátil 19. ledna, kdy gólem přispěl k výhře 4:3 nad U Craiova. 9. března dvěma góly a asistencí rozhodl o výhře 4:0 nad FCSB a přiblížil Rapid k první příčce právě za FCSB. Proti FCSB se Rrahmani prosadil i 20. dubna v utkání mistrovské části ligové sezóny a pomohl Rapidu k zisku bodu za remízu 2:2. Sezonu 2023/24 zakončil Rrahmani se 17 góly (a stal se třetím nejlepším střelcem Liga I), Rapidu se nepovedl závěr sezóny a skončil na konečném šestém místě v ligové tabulce.
V červenci 2024 stála o jeho služby pražská Slavia, dokonce byla v pokročilé fázi jednání, odmítla ale zaplatit více než čtyři miliony eur. V srpnu 2024 se měl rumunský klub dohodnout na přestupu Rrahmaniho do pražské Sparty.

### Sparta Praha
Dne 19. srpna 2024 byl Rrahmani představen jako nová posila českého klubu AC Sparta Praha. Rrahmani podepsal s českým mistrem víceletou smlouvu. Sparta měla za kosovského reprezentanta zaplatit pět milionů euro, čímž se stal historicky nejdražší posilou v historii české ligy. Svůj debut v dresu pražského klubu si odbyl 27. srpna v odvetném utkání čtvrtého předkola Ligy mistrů proti Malmö; v 70. minutě nahradil na hřišti Victora Olatunjiho, v 83. minutě skóroval na konečných 2:0 a podílel se tak na historickém postupu do ligové fáze milionářské soutěže. O čtyři dny později si odbyl svůj debut také v české nejvyšší soutěži a v prvním poločase utkání proti Hradci Králové gólem a asistencí na branku Lukáše Haraslína rozhodl o výhře 2:0.

## Reprezentační kariéra
Na reprezentační scéně si Rrahmani poprvé zahrál za kosovský národní tým v září 2023, a to při prohře v kvalifikaci na EURO s Rumunskem 0:2. Svou první reprezentační branku Rrahmani vstřelil 9. září 2024 při výhře 4:0 na půdě Kypru.